# Егоров, Владимир Александрович (адмирал)
Владимир Александрович Егоров (12 июня 1904, Санкт-Петербург, Российская империя — 14 апреля 1996, Санкт-Петербург, Россия) — советский военно-морской деятель, контр-адмирал (18.04.1943).

## Биография
Родился 12 июня 1904 года в Санкт-Петербурге. Русский.

### Военная служба

#### Межвоенные годы
С ноября 1923 года — курсант Военно-морского училища имени М. В. Фрунзе. С октября 1926 года, после окончания училища, направлен на Балтийский флот, где обучал молодых моряков во флотском экипаже. С января 1927 года служит на линкоре «Парижская коммуна» помощником вахтенного начальника, а с февраля 1928 года — вахтенным начальником на корабле. В октябре 1928 года направлен слушателем Артиллерийского класса Специальных курсов комсостава ВМС РККА, после их окончания, в ноябре 1929 года, возвратился на корабль, входивший к тому времени в состав Черноморского флота, и продолжил службу на нём в должности младшего артиллериста линкора. Член ВКП(б) с 1929 года.
С ноября 1930 года — слушатель артиллерийской группы факультета военно-морского оружия Военно-морской академии им. К. Е. Ворошилова. Во время учёбы в академии с ноября 1933 года по февраль 1934 года, проходил стажировку в качестве командира 1-го дивизиона на линкоре «Октябрьская революция» Балтийского флота. С апреля 1934 года, после окончания академии, назначен младшим военным представителем Контрольно-приёмного аппарата ВМС РККА. С июля 1934 года — старший инженер завода № 38 (Коломенский машиностроительный завод). С февраля 1936 года — помощник начальника 1-го отделения Управления ВМС РККА. С октября 1937 года проходит службу в Управлении вооружения и снабжения боеприпасами ВМС РККА на должностях: и. о. начальника отдела, с января 1938 года — начальника отделения — приборов управления стрельбой, с мая 1939 года — начальника 3-го отдела. С марта 1941 года — заместитель начальника Артиллерийского Управления ВМС РККА.

#### Великая Отечественная война
С началом войны в прежней должности. В первые критические для страны месяцы занимался организацией эвакуации оборонных заводов, обеспечивающих боеприпасами ВМФ СССР, на восток страны, и налаживанием на них их производства в новых условиях. 14 июня 1942 года, за успешное выполнение специальных заданий правительства, Указом Президиума Верховного Совета СССР, был награжден орденом Красной Звезды.
С марта 1942 года исполняющий обязанности начальника, а с июля 1943 года контр-адмирал Егоров утверждён в должности начальника Артиллерийского Управления ВМС РККА. 22 июля 1944 года, за образцовое выполнение заданий командования Егоров был награждён орденом Красного Знамени.
Из боевой характеристики: «Егоров хорошо подготовлен в артиллерийском отношении. Пройдя должность от корабельного артиллериста на линкоре и окончив артиллерийский факультет академии, специализировался по приборам управления стрельбой. Инициативен, настойчив, энергичен, требователен к подчинённым, вопросы решает быстро, не боясь принимать на себя ответственность. Находчив, хорошо ориентируется в сложной обстановке».
В наградном листе указывалось, что Егоров в течение всей войны с успехом руководил сложными вопросами обеспечения, в первую очередь, действующих флотов и флотилий, всеми видами боезапаса и артиллерийского вооружения. Проявил разворотливость и гибкость в период эвакуации заводов в первую половину войны. За образцовое выполнение заданий командования, награжден орденом Нахимова I степени.
Во второй половине 1945 года успешно провёл большую работу по обеспечению артиллерийским вооружением и боеприпасами Тихоокеанского флота при подготовке и проведении Советско-японской войны.

#### Послевоенное время
После окончания войны продолжал оставаться в прежней должности. С марта 1948 года — в распоряжении Управления кадров ВМС. С апреля 1948 года — старший преподаватель кафедры «Приборы управления стрельбой» артиллерийского факультета Военно-морской академии кораблестроения и вооружения имени А. Н. Крылова.
Постановлением СМ СССР № 3216-1523 от 31 августа 1951 года и приказом Военно-морского Министра СССР № 00449 от 6 августа 1951 года было создано Высшее военно-морское училище инженеров оружия в г. Ленинграде. Начальником этого училища в августе 1951 года был назначен контр-адмирал Егоров, ему удалось собрать профессиональную команду для решения поставленной задачи.

Новое училище зашифровали под в/ч 99060. На ленточках бескозырок было начертано без подробностей: «Военно-морские силы». Факультеты — под номерами. До третьего курса никто даже не знал о будущих специальностях, то есть о конкретном своем применении. Учиться новым, закрытым дисциплинам было нелегко. Особенно, вспоминают выпускники, по специальности № 6, куда входили науки, позволившие в дальнейшем заниматься разработкой различных систем ракетно-ядерного оружия. К обучению привлекались сильнейшие ученые, академики из Москвы, Ленинграда. Они с профессорско-преподавательским составом помогали курсантам овладевать знаниями самых сложных физических основ конструкторских, эксплуатационных процессов той новейшей техники, которую собирались внедрять в ВМФ. — Павел Герасимов. Инженеры оружия // Газета  «Красная звезда» - 31 мая 2005 года
В мае 1960 года контр-адмирал Егоров был уволен в запас.
После увольнения из ВМФ проживал в Ленинграде.
Умер 14 апреля 1996 года в Санкт-Петербурге, похоронен там же на Серафимовском кладбище.

## Награды
- орден Ленина (20.06.1949)[5][6];
- три ордена Красного Знамени (22.07.1944[7], 03.11.1944[8][6], 03.11.1953[9]);
- орден Нахимова I степени (28.06.1945)[10];
- орден Отечественной войны I степени (06.04.1985)[11]
- орден Красной Звезды (14.06.1942)[12]
  - медали в том числе:
  - «За оборону Москвы» (1944)[9];
  - «За победу над Германией в Великой Отечественной войне 1941—1945 гг.» (04.08.1945)[13];
  - «За победу над Японией» (28.02.1946)[14]
  - «Ветеран Вооружённых Сил СССР» (1976)
- наградное оружие (1954)[3].
- знак «50 лет пребывания в КПСС» (1982)[3].